# 필리핀 전역 (1941년~1942년)
1941년~1942년 필리핀 전역에 대해 설명한다.

## 필리핀 전역의 상태
필리핀은 대소 7,100개의 섬이 남북으로 1,100마일, 동서로 700마일 넓이에 광범위하게 분산되어 있는 도서국(島嶼國)이며, 1898년 미국-스페인 전쟁 결과 미국의 식민지가 된 후 미국의 극동근거지가 되어왔다. 그러나 미국은 필리핀을 통치함에 있어 가능한 한 많은 자치를 허용하였고, 추후 독립시키기로 결정한 바가 있다. 그래서 신생 필리핀의 군사력 건설을 위해, 더글러스 맥아더 장군이 1935년부터 군사고문으로 근무하고 있었다. 맥아더 장군은 1937년 미 육군에서 퇴역하였으나, 일본과 미국간의 관계가 점차 악화되어가고, 장차 일본군의 침공이 미군 수뇌부에서 예상되자, 1941년 초에 현역으로 재소집되었다. 그리고 미국은 필리핀 방위군을 미군으로 편입시켜, 그 해 6월 26일에는 맥아더 휘하에 미국 극동 육군(USAFFE; United States Army Forces in the Far Easts)을 창설하였다.
당시 필리핀의 총병력은 약 13만이었으며, 그 중 미군은 13,500명이었다. 항공기는 277대가 있었으나 전투 가능한 것은 142대에 불과했고, 해군 역시 보잘 것 없었다. 미국 본토로부터는 새로 2만여명의 병력과 50만 톤의 보급품이 도착할 예정이었지만, 일본군의 침공이 먼저 개시되었다.

## 무지개 계획 (Plan Rainbow)
더글러스 맥아더 장군은 일본군의 침공이 개시된 직후 신속히 무지개 계획이라는 이름의 방어 계획을 수립하였는데, 그 방어 계획은 아래와 같다.

### 무지개 계획의 중심 내용
1. 증원군이 도착할 때까지 가능한 한 장기간 루손섬을 방어한다.
2. 루손섬의 방어선이 돌파당할 경우, 바탄반도로 철수하여 마닐라만을 결사 확보함으로써 증원군 상륙의 발판을 마련한다.
3. 4~6개월 간 지연전으로 양상을 이끌어내고, 증원군이 상륙하면 반격을 취한다.

맥아더는 위 방어계획대로 1941년 1월부터 마닐라만 입구에 4개 도서를 요새화 시켰으나, 이 작전 개념은 해군에 의하여 보급이 계속 유지된다는 전제 하에 수립된 것이었다. 필리핀은 지하자원이 풍부하긴 하나 국내에 중공업이나 군수공업이 전무할 뿐만 아니라, 유류도 전적으로 미국 본토로부터의 보급에 의존해야 했기 때문이다. 맥아더는 휘하병력을 북부 루손부대(웨인라이트)와 남부 루손부대(파커), 그리고 맥아더 자신이 직접 장악하는 미극동군 예비대로 편성하여 방어에 임하였다.
한편 필리핀에 침공한 일본군은 혼마 마사하루 중장이 지휘하는 제14군 예하 2개 사단과 1개 여단이었으며, 제3함대 및 제2함대의 일부, 그리고 대만에 기지를 둔 제5항공집단(항공기 500여대)이 지원하였다. 일본군의 공격 계획은 다음과 같이 4개 단계로 되어 있었다.

### 일본군의 필리핀 점령 계획
1. 미 극동공군을 격파하고 제공권을 장악한다.
2. 필리핀을 고립화시키기 위하여 웨이크 및 괌섬 점령으로 하와이와의 연결을 끊고, 민다나오섬의 다바오를 점령하여 남부병참선도 차단한다.
3. 루손섬의 남북단에 조공부대를 상륙시켜 미군 주력을 유인하고, 주공은 동서 해안에 상륙하여 마닐라를 협공 점령한다.
4. 잔여 지역을 점령하고 지상군을 소탕한다.

## 일본군의 침공 개시
일본군은 12월 8일, 진주만과 말라야 공격과 동일한 날에 침공을 개시하였다. 일본군 항공기들은 루손섬의 비행장과 중요기지에 조직적인 폭격을 가하여, 항공기를 분산시킬 비행장과 조기경보망 및 대공포가 부족한 미 항공력에 대손실을 입혔다.
12월 10일에는 북부 루손의 아파리(Apari)와 비간(Vigan)에 조공부대가 상륙하여 비행장 건설에 착수하였으며, 12일에는 남부 루손의 레가스피(Legaspi)에 역시 조공부대가 상륙하였다. 그러나 맥아더는 조공에 기만당하지 않고, 장차 예상되는 주공에 대비하였다.
12월 18일부터 일본군은 당초 계획대로 공군을 이용하여 루손 기지에서 작전을 개시하였다. 이에 따라 제공권을 확고히 하게 되었고, 12월 23일 새벽 서해안의 링가옌(Lingayen)만에, 24일에는 동해안의 라몬(Lamon)만에 각각 주공부대가 상륙하였다. 이 두 주공부대는 상륙하자마자 맹렬히 마닐라를 향한 진격에 들어갔다.
맥아더는 1번째 계획이 실패했음을 깨닫고, 신속히 2번째 계획인 바탄으로의 철수를 시작했다. 공군력과 기동력이 부족한 현 상황에서 일본군과의 정면 대결은 무모한 짓이었기에, 맥아더는 산악과 밀림으로 뒤덮인 바탄의 천연 지형을 이용하여 지연전을 전개함으로써 마닐라만을 결사 확보하여 증원군을 상륙시킬 수 있도록 하기로 결심하였다.
그런데 남부 루손부대의 바탄 철수를 위해서는, 북부 루손부대의 성공적인 지연작전이 있어야 했고, 북부 루손부대에 의한 팜팡가 강의 교량 확보 여부가 곧 성공의 열쇠였다. 이리하여 북부 루손부대는 D-1선으로부터 D-5선에 이르는 5개의 저지선에서 단계적으로 지연전을 펴기 시작했고, 그 동안에 남부 루손부대는 결사적인 강행군을 실시하여, 마침내 1942년 1월 2일 무사히 강을 건너 바탄으로 철수했다. 일본군은 같은 날 마닐라에 무혈 입성하였다.
미군은 바탄반도 내에 주 진지를 나티브 산 일대에, 예비진지를 사마트 산 일대에 구축하였고, 일본군의 후방 침투에 대비하여 해안방어 진지도 준비하였다.
일본군은 미군의 바탄 철수를 전혀 예측하지 못하였고, 마닐라를 점령함으로써 필리핀 전역이 종료되리라 예측하고 있었기 때문에, 홈마 군의 주력인 제4사단을 마닐라 점령 직후 자바 방면으로 이동시켰다. 따라서, 일본군은 제16사단 일부와 제65독립혼성여단만으로 바탄의 미군을 격파하여야 했다.
한편 바탄반도 내의 미-필리핀군은 15,000명의 미군을 포함하여 약 80,000명 정도가 있었으나, 식량과 의약품이 매우 부족하였고, 사기 역시 크게 저하되어 있었다. 수적으로 열세였지만 완전히 주도권을 장악한 일본군은 1월 9일부터 주 진지에 대하여 공세를 시작하였다, 그러나, 미군의 저항은 일본군의 예상 외로 완강하여, 일본군은 1월 21일에야 겨우 서부 해안 쪽으로 돌파할 수 있었다. 그러나 미군은 질서정연하게 후퇴하여, 26일까지 예비진지로 안전하게 철수하였다.
천신만고 끝에 주진지는 돌파하였으나, 현존 병력만으로 바탄의 미군을 섬멸하기가 어렵다는 것을 느낀 혼마 장군은 장기간의 포위로써 미군을 굴복시키고자 하였다. 그러나 대본영에서는 국내 여론과 전쟁 전반에 걸친 계획상의 차질을 염려하여, 홈마 장군에게 조기 점령을 계속해서 요구하였다. 그리하여 정글을 통한 침투와 해안을 통한 우회를 수차례 시도하였으나, 일본군은 번번히 퇴패하고 말았다.

## 바탄 방어선의 붕괴
그러나 미국-필리핀 연합군의 사정은 계속해서 악화되어, 정량의 1/2였던 배식은 1/3으로 줄었고, 나중엔 말과 나귀까지 잡아먹을 정도가 되었다. 대부분의 장병들은 영양실조와 신경쇠약에 허덕였고, 정신착란 증세를 보이며 전우를 죽이거나 자살을 하는 경우도 있었다. 그러는 동안 더글라스 맥아더 장군은 남서태평양 지역 사령관으로 임명되어, 3월 11일 오스트레일리아로 탈출하였으며, 북부 루손군의 지휘관 웨인라이트 중장이 그 뒤를 이었다.
일본군의 병력은 갈수록 증강되었고, 보병 3만 명, 포 200여 문, 전차 50여 대, 항공기 100대를 바탄 섬에 집중시켰다. 그리고 3월 31일, 일본군의 총공세가 시작되었다.
4월 3일, 조직적인 포격과 돌파에 의해 미군진지의 우(右)중앙부가 붕괴되기 시작했고, 4월 9일에는 마침내 반도 내의 미-필리핀군 약 54,000명이 투항하였다. 그러나 북부 루손 부대의 지휘관이었던 웨인라이트 중장은 코레히도르섬으로 철수하여 한 달을 더 버틴 끝에, 5월 6일 일본군의 코레히도르 상륙으로 일본군의 포로가 되었다.
이로써 일본군은 필리핀을 수중에 넣게 되었고, 차기 작전을 위한 전진 기지를 획득하였으나, 필리핀 전역에서 입은 인적 및 물적, 시간적 손실은 뉴기니와 솔로몬 방면에 대한 일본의 침공 계획에 치명적인 타격을 입혔다. 결과적으로, 미군은 필리핀을 상실한 대가로 5개월이라는 시간을 얻었으며, 이 시간적 여유는 반격 준비에 필요한 키포인트였다는 것이, 전후에 밝혀지게 되었다.

## 시간순서별 요약
- 1941년 1월 - 더글라스 맥아더 장군, 마닐라만 입구 4개 도서 요새화
- 1941년 12월 8일 - 일본군, 필리핀 침공 시작, 루손섬의 비행장 및 중요기지에 폭격, 대손실을 입힘.
- 1941년 12월 10일 - 북부 루손의 아파리와 비간에 일본군 조공부대 상륙
- 1941년 12월 18일 - 일본군, 공군을 이용한 작전 개시
- 1941년 12월 23일 - 새벽 서해안의 링가옌만에 일본군 주공부대 상륙
- 1941년 12월 24일 - 새벽 동해안의 라몬만에 일본군 주공부대 상륙
- 1942년 1월 2일 - 남부 루손부대, 북부 루손부대가 지연전을 펼칠 동안 결사적 행군, 팜팡가 강을 건너 바탄으로의 철수 성공
  - 일본군, 마닐라 무혈 입성
- 1942년 1월 9일 - 일본군, 바탄에 철수한 미-필리핀군의 주 진지에 대한 공세 시작
- 1942년 1월 21일 - 일본군, 서부 해안쪽으로의 미-필리핀군 저지선 돌파 성공
- 1942년 3월 11일 - 더글라스 맥아더 장군, 서남태평양 지역 사령관으로 임명, 호주로 탈출
- 1942년 3월 31일 - 일본군, 조직적인 포격과 돌파를 통한 총공세 시작
- 1942년 4월 3일 - 일본군의 조직적인 총공세로 인한 미-필리핀군의 우(右)중앙부, 붕괴되기 시작
- 1942년 4월 9일 - 미-필리핀군 약 54,000명 투항
- 1942년 5월 6일 - 일본군, 코레히도르로 탈출한 북부 루손부대의 사령관 웨인라이트 중장을 포로로 생포.

## 같이 보기
- 바탄 죽음의 행진
- 일본의 전쟁범죄

### 인용
1. ↑  The Fall of the Philippines 보관됨 2012-02-17 - 웨이백 머신 p. 18. The Philippine Army totalled 120,000 and the Army of the United States 31,000.
2. ↑  Reports of General MacArthur 보관됨 2012-09-30 - 웨이백 머신 Order of Battle plate. The total includes all elements of divisions assigned to the 14th Army at some point in the campaign, and replacements. The maximum strength of Japanese ground forces was approx. 100,000. The total does not include 12000+ Army air force personnel, whose totals were drastically reduced after 1 January 1942.
3. ↑  Life Magazine gives a total of 36,583 US/Filipino troops captured 9 April 1942

### 참고 자료
- William H., Bartsch (2003). 《8 December 1941: MacArthur's Pearl Harbor》 (영어). College Station, Texas, USA: Texas A&M University Press.
- James H., Belote; William M. Belote (1967). 《Corregidor: The Saga of a Fortress》 (영어). Harper & Row. ASIN B0006BOBRQ.
- Mark A., Berhow; Terrance C. McGovern (2003). 《American Defenses of Corregidor and Manila Bay 1898–1945 (Fortress)》 (영어). Osprey Publishing Ltd. ISBN 1-84176-427-2.
- John, Burton (2006). 《Fortnight of Infamy: The Collapse of Allied Airpower West of Pearl Harbor》 (영어). US Naval Institute Press. ISBN 1-59114-096-X.
- Richard, Connaughton (2001). 《MacArthur and Defeat in the Philippines》 (영어). New York: The Overlook Press.
- Edward J., Drea (1998). 《In the Service of the Emperor: Essays on the Imperial Japanese Army》 (영어). Nebraska: University of Nebraska Press. ISBN 0-8032-1708-0.
- Walter D., Edmunds (1951). 《They Fought With What They Had: The Story of the Army Air Forces in the Southwest Pacific, 1941–1942》 (영어). College Station, Texas, USA: Little, Brown and Company (1992 reprint: Center For Air Force History).
- John, Gordon (2011). 《Fighting for MacArthur: The Navy and Marine Corps' Desperate Defense of the Philippines》 (영어). Naval Institute Press. ISBN 1-61251-057-4.
- Charles, Jackson; Bruce H. Norton (2003). 《I Am Alive!: A United States Marine's Story of Survival in a World war II Japanese POW Camp》 (영어). Presidio Press. ISBN 0-345-44911-8.
- Richard C., Mallonee (2003). 《Battle for Bataan: An Eyewitness Account》 (영어). I Books. ISBN 0-7434-7450-3.
- Adrian R., Martin (2008). 《Operation Plum: The Ill-Fated 27th Bombardment Group and the Fight for the Western Pacific》 (영어). Texas A&M University Press. ISBN 1-60344-019-4.
- Stephen Michael, Mellnik (1981). 《Philippine War Diary, 1939–1945》 (영어). Van Nostrand Reinhold. ISBN 0-442-21258-5.
- Samuel Eliot  Samuel Eliot Morison, Morison (1958). 《The Rising Sun in the Pacific 1931 – April 1942, vol. 3 of History of United States Naval Operations in World War II》 (영어). Castle Books. ISBN 0-7858-1304-7.
- Eric, Morris (2000). 《Corregidor: The American Alamo of World War II》 (영어). Cooper Square Press. ISBN 0-8154-1085-9.
- Gordon L., Rottman (2005). 《Japanese Army in World War II: Conquest of the Pacific 1941–42》 (영어). Osprey Publishing. ISBN 978-1-84176-789-5.
- Duane, Schultz (1981). 《Hero of Bataan: The story of General Johnathan M Wainwright》 (영어). St Martin's Press. ASIN B000UXDJJG.
- Ben, Waldron; Emily Burneson (2006). 《Corregidor: From Paradise to Hell!》 (영어). Trafford Publishing. ISBN 1-4120-2109-X.
- John W., Whitman (1990). 《Bataan: Our Last Ditch: The Bataan Campaign, 1942》 (영어). Hippocrene Books. ISBN 0-87052-877-7.
- Donald J., Young (1992). 《The Battle of Bataan: A History of the 90 Day Siege and Eventual Surrender of 75,000 Filipino and United States Troops to the Japanese in World War》 (영어). McFarland & Company. ISBN 0-89950-757-3.
- Zaloga, Steven J. (2007). 《Japanese Tanks 1939–45》 (영어). Osprey. ISBN 978-1-84603-091-8.